# Himmelsbodavägen
Himmelsbodavägen är en bebyggelse med adresserna Himmelsbodavägen 20-42 sydost om Tumba och sydväst om Tullinge i Botkyrka kommun i Stockholms län. Bebyggelsen är sedan 2023 klassad som en småort av SCB.
Orten ligger i ett skogsområde, nära sjöarna Stora och Lilla dammen och väster om industriområdet Skyttbrink.
På platsen låg tidigare Hamra sanatorium. Namnet Himmelsbodavägen kommer från torpen Stora och Lilla Himmelsboda, som ligger en bit längre söderut längs vägen.